# 召夸镇
召夸镇，是中华人民共和国云南省曲靖市陆良县下辖的一个镇。

## 行政区划
召夸镇下辖以下地区：
召夸社区、新庄村、小坝村、果河村、水塘村、他官营村和大栗树村。